# Camptothecium naumannii
Camptothecium naumannii är en bladmossart som beskrevs av Warnstorf 1915. Camptothecium naumannii ingår i släktet Camptothecium och familjen Brachytheciaceae. Inga underarter finns listade i Catalogue of Life.